# Johannes Stark
Johannes Stark, född 15 april 1874 i Schickenhof (numera Freihung) i Bayern, död 21 juni 1957 i Traunstein, Bayern, var en tysk fysiker. Han forskade huvudsakligen på elektrisk ström i gaser samt spektroskopi och kemisk valens. Han mottog Nobelpriset i fysik 1919 för bland annat sin upptäckt av Starkeffekten, som innebär att spektrallinjer splittras i ett elektriskt fält.

## Biografi
Stark studerade 1894–1897 i München, där han 1897 blev assistent hos fysikern Eugen von Lommel, och blev 1908 ordinarie professor vid RWTH Aachen, men var även verksam vid fler andra tyska universitet. 
Efter att först ha utfört några mindre undersökningar i andra delar av fysiken, ägnade sig Stark från 1898 helt åt elektricitetsläran och särskilt åt elektriska urladdningar i gaser och läran om elektroner. Sina undersökningar på detta område sammanförde han i monografin Die Elektricität in Gasen (1902). Han fortsatte senare detta arbete och utförde undersökningar av anodstrålar och deras hastighet, sammanfattade i Die atomionen chemischer Elemente und ihre Kanalstrahlenspektra (1913). 
Från 1913 arbetade Stark jämte sina lärjungar med iakttagelser angående ett elektriskt fälts inverkan på spektrallinjer (i flera avhandlingar med titeln "Beobachtungen über den Effekt des elektrischen Feldes auf Spektrallinien", 1914). Han upptäckte därvid samtidigt med italienaren Antonino Lo Surdo den så kallade Starkeffekten, en elektrisk analogi till Zeemaneffekten, vilken var av stort teoretiskt intresse. 
Stark kom genom sin forskning även in på valensläran, dissociationens och fluorescensens fenomen. Hit hör monografierna Die Dissociierung und Umwandlung chemischer Atome (1903), Die elementare Strahlung (1911) och Folgerungen aus einer Valenzhypothese (fyra avhandlingar 1912–1913) och Die Spektralanalyse der chemischen Atome (1914). Nära detta står Die Prinzipien der Atomdynamik (I, 1910; II, 1911; III, 1915; omarbetad upplaga av del I 1922). Åren 1904–1920 utgav han "Jahrbuch der Radioaktivität und Elektronik"’ i vilken han skrev sammanfattande artiklar om de kemiska elementens jonisering och spektra. Stark erhöll 1919 erhöll han Nobelpriset i fysik för upptäckten av Dopplereffekten i anodstrålar och Starkeffekten.
Under 1920-talet gjorde han sig ökänd genom sin kritik av relativitetsteorin och sina antisemitiska utfall mot Albert Einstein, något som ledde till att han 1922 förlorade sin professur i RWTH Aachen. Efter nazisternas maktövertagande 1933 försökte han få nazistpartiet att anamma den "tyska fysik" som han ansåg stod i kontrast till bland annat Einsteins och Heisenbergs "judiska fysik" (trots att Heisenberg inte var jude), men förlorade efter ett par år sitt inflytande. Han dömdes till fyra års fängelse av en avnazifieringsdomstol 1947.